# Camille Lou

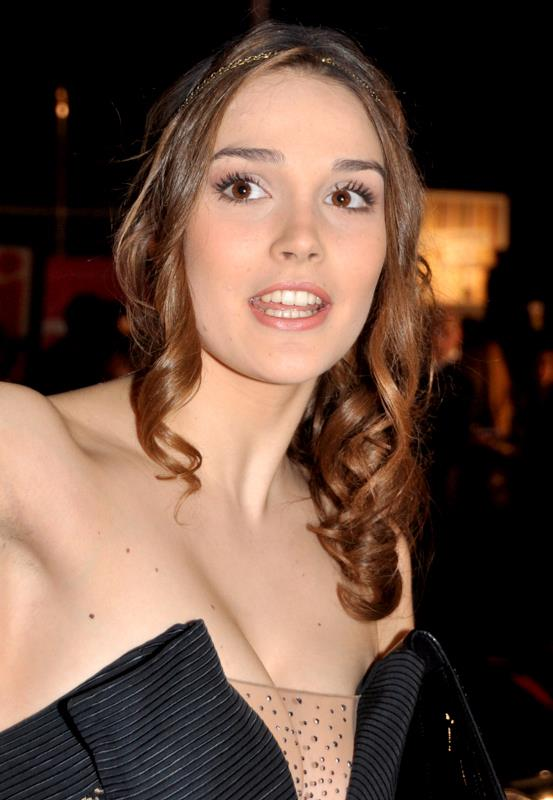
Camille Lou (2013)

Camille Lou, bürgerlich Camille Houssière, (* 22. Mai 1992 in Bersillies) ist eine französische Schauspielerin und Sängerin.

## Leben
Camille Lou wurde als Tochter eines Musikers geboren und lernte Geige. 2010 begann sie unter dem Pseudonym Jimmie zu singen und veröffentlichte das Soloalbum La Grande Aventure.
Im Musical 1789: Les Amants de la Bastille von Dove Attia sang sie ab 2012 an der Seite von Louis Delort die weibliche Hauptrolle Olympe. Ab 2015 folgte die Rolle der Guinevere im Musical La Légende du roi Arthur, ebenfalls von Dove Attia. Gemeinsam mit dem Sänger Garou veröffentlichte sie 2013 das Lied La belle et la bête, eine Cover-Version von Beauty and the Beast. 2017 erschien von ihr eine französische Fassung des Liedes Gloria von Umberto Tozzi.
2016 nahm sie an der 7. Staffel der Tanzshow Danse avec les stars des Senders TF1 teil, wo sie mit ihrem Tanzpartner Grégoire Lyonnet den zweiten Platz belegte. Für den Eurovision Song Contest 2017 war sie neben der späteren französischen Teilnehmerin Alma auf einer Shortlist.
2019 war sie in der Filmkomödie Willkommen in der Nachbarschaft als Élodie und in Play als Fanny zu sehen. 2021 spielte sie in der Miniserie Der Basar des Schicksals die Alice de Jeansin und in der Miniserie Biarritz – Mord am Meer die Anwältin Audrey Vigne, außerdem in der Filmkomödie Meine schrecklich verwöhnte Familie mit Gérard Jugnot dessen Filmtochter Stella Bartek. Im selben Jahr war sie in der Netflix-Serie Christmas Flow mit Shirine Boutella als Mel zu sehen.
In der zur Zeit des Ersten Weltkriegs spielenden Miniserie Kämpferinnen (2022) verkörperte sie an der Seite von Julie de Bona, Audrey Fleurot und Sofia Essaïdi als Krankenschwester Suzanne Faure eine der Hauptrollen. In der im April 2024 auf Netflix veröffentlichten Krimi-Serie Anthracite war sie als Polizistin Giovanna zu sehen. Im Film Natacha von Noémie Saglio, einer Adaption des Comics Natacha, Stetesse de l'air, übernahm sie die Titelrolle.
In den deutschsprachigen Fassungen wurde sie unter anderem von Maria Wardzinska in Tiny Wedding – Unsere mega kleine Hochzeit, von Maresa Sedlmeir in Meine schrecklich verwöhnte Familie, von Leonie Landa in Play, von Susanne Geier in Kämpferinnen und Der Basar des Schicksals sowie von Marie-Isabel Walke in Christmas Flow synchronisiert.

## Filmografie (Auswahl)
- 2012: 1789: Les Amants de la Bastille
- 2015: La Légende du Roi Arthur
- 2017: Heirate mich, Alter! (Épouse-moi mon pote)
- 2017–2020: Les Bracelets Rouges (Fernsehserie, 12 Folgen)
- 2018: Maman a tort (Mini-Serie, 6 Folgen)
- 2019: Willkommen in der Nachbarschaft (Jusqu'ici tout va bien)
- 2019: Play
- 2019: Der Basar des Schicksals (Le Bazar de la Charité, Mini-Serie, 8 Folgen)
- 2021: Meine schrecklich verwöhnte Familie (Pourris gâtés)
- 2021: Biarritz – Mord am Meer (J'ai menti, Mini-Serie, 12 Folgen)
- 2021: Christmas Flow (Fernsehserie, 3 Folgen)
- 2021: J'irai au bout de mes rêves (Fernsehfilm)
- 2021–2023: Je te promets (Fernsehserie, 34 Folgen)
- 2022: Kämpferinnen (Les Combattantes, Mini-Serie, 8 Folgen)
- 2022: Prométhée (Fernsehserie, 6 Folgen)
- 2023: Tiny Wedding (Notre tout petit petit mariage)
- 2023: Jagen auf Französisch (Chasse gardée)
- 2024: Anthracite (Mini-Serie, 6 Folgen)
- 2024: Cat’s Eyes (TV-Miniserie, 8 Folgen)
- 2025: Tout le bleu du ciel (Fernsehfilm)
- 2025: Natacha (presque) hôtesse de l'air